# Saint-Chamas
Saint-Chamas is een gemeente in het Franse departement Bouches-du-Rhône (regio Provence-Alpes-Côte d'Azur). De plaats maakt deel uit van het arrondissement Istres. Saint-Chamas telde op 1 januari 2022 8.669 inwoners.

## Geografie
De gemeente ligt aan het Étang de Berre of het meer van Berre. De oppervlakte van Saint-Chamas bedroeg op 1 januari 2022 26,71 vierkante kilometer; de bevolkingsdichtheid was toen 324,6 inwoners per km². In de gemeente ligt een Romeinse brug uit de 1e eeuw, de Pons Flavius over de Touloubre.
De onderstaande kaart toont de ligging van Saint-Chamas met de belangrijkste infrastructuur en aangrenzende gemeenten.

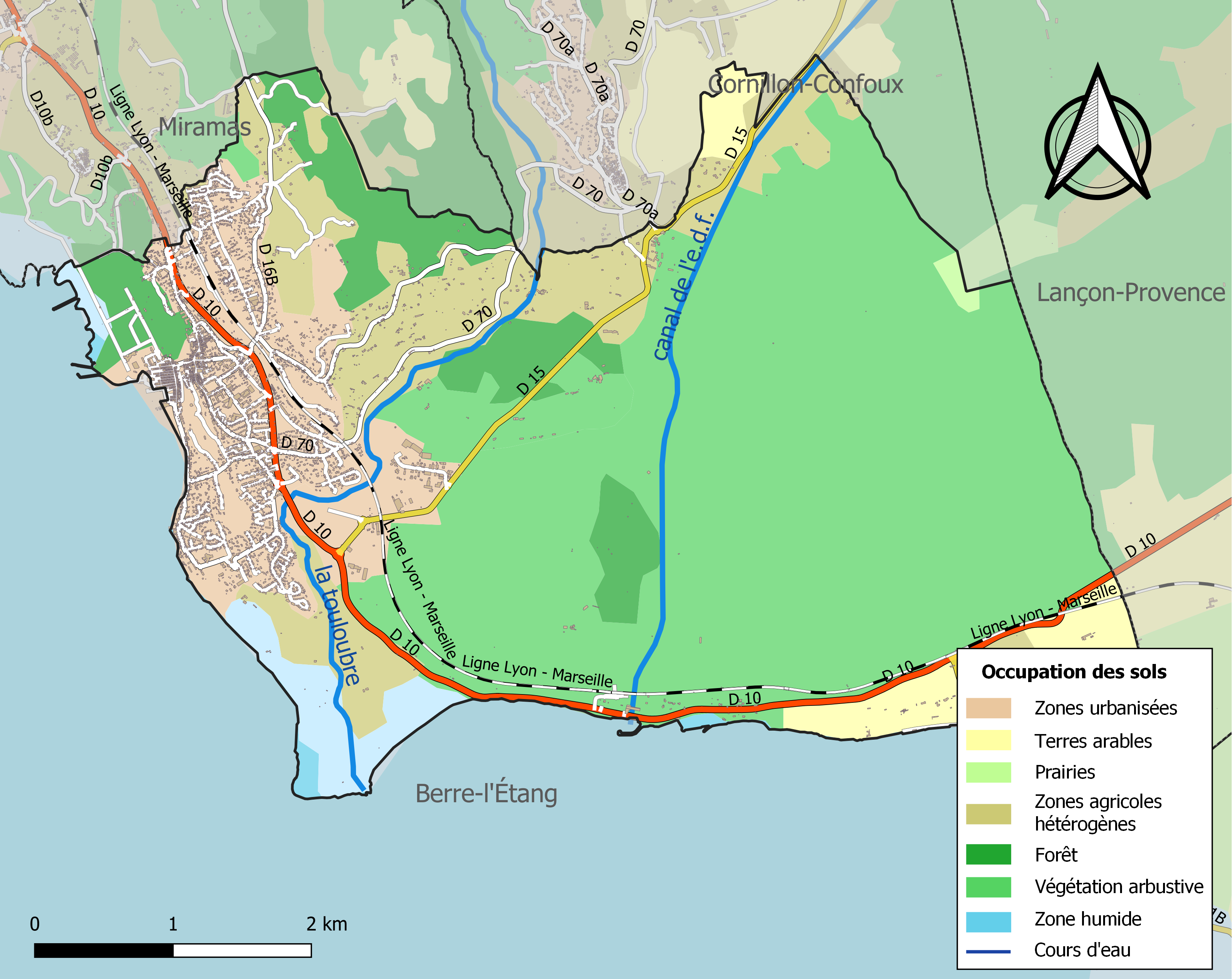

## Verkeer en vervoer
In de gemeente ligt spoorwegstation Saint-Chamas.

## Demografie
Onderstaande figuur toont het verloop van het inwonertal (bron: INSEE-tellingen).
Vanwege een beveiligingsprobleem met de MediaWiki Graph-software is het momenteel niet mogelijk deze grafiek weer te geven. Zodra de software is bijgewerkt zal de grafiek vanzelf weer zichtbaar worden.